# Cash Warren
Cash Garner Warren, född den 10 januari 1979 i Los Angeles, är en amerikansk filmproducent. Warren är mest känd för att varit regissörsassistent till filmen Fantastic Four, där han även träffade sin fru Jessica Alba.